# Roger Bergkvist
Nils Roger Bergkvist, född 6 november 1945 i Västerås, är en svensk psykoterapeut och poet. 
Roger Bergkvist har givit ut böckerna Dikter från världens mitt med omnejd (2006) och Ögonblick och bilder (2009) på eget förlag.
2010 utkom musikalbumet Skuggpoeten där sonen Embee och Esmeralda Moberg skapat musik baserad på texter från Dikter från världens mitt med omnejd, vilket uppmärksammades i radio.
Roger Bergkvist är psykolog och psykoterapeut och driver egen mottagning i Västerås.